# ティタヌス
ティタヌス（伊語：Titanus）は、イタリアの映画会社である。映画の製作、配給を行う。100年以上の歴史をもち、現在も営業をつづけている世界最古の映画会社のひとつである。

## 略歴・概要
1904年にグスターヴォ・ロンバルド（1885年 - 1951年）が設立した。本社はローマ市ソンマカンパーニャ通り28番地にあり、撮影所はローマの中心街より13キロ離れたティブルティーナ街道沿いにある。
ロンバルドは撮影所経営を亡くなる1951年まで行なった。子息のゴッフレード・ロンバルド（1920年 - 2005年）、孫のグイド・ロンバルドが現在に至るまで同社を経営している。1950年代後半から超大作制作による制作費の増加に苦しみ、コメディなど小品の制作にも取り組んだが、アメリカとの合作『ソドムとゴモラ』の大損失と、ルキノ・ヴィスコンティの『山猫』の巨額の制作費が経営に打撃を与え、1964年に自社の制作部門を閉鎖し、以後は他社制作作品の配給をもっぱら行うようになった。1980年代以降は自社制作を復活させたが、映画より主にテレビシリーズを制作している。
同社は、現在までに数百作におよぶイタリア映画の製作を行なっており、イタリア映画史上のもっとも人気のある作品、あるいは重要な作品を生み出している。おもな作品に以下のようなものがある。
- 孤児たち I figli di nessuno (1951)
- パンと恋と夢 Pane, amore e fantasia (1953)
- パンと恋と嫉妬 Pane, amore e gelosia (1954)
- われら女性 Siamo donne (1953)
- 崖 Il bidone (1955)
- 美しいが貧しい娘たち Poveri ma belli (1957)
- アッリヴェデルチ・ローマ Arrivederci Roma (1958)
- 二重の鍵 À double tour (1959)
- 太陽がいっぱい Plein soleil (1960)
- 夜と昼の間 The Angel Wore Red (1960)
- バラ色の森 A Breath of Scandal (1960)
- 若者のすべて Rocco e i suoi fratelli (1960)
- 鞄を持った女 La ragazza con la valigia (1961)
- 新・七つの大罪 Les Sept péchés capitaux (1962)
- アルトナ I Sequestrati di Altona (1962)
- 山猫 Il Gattopardo (1963)

現在、同社はおもに、テレビ映画およびテレビシリーズの製作にかかわっている。

## おもなフィルモグラフィ

### 1950年代
- 栄光の日々 Giorni di Gloria ドキュメンタリー　1945年　監督ジュゼッペ・デ・サンティス、マリオ・セランドレイ、マルセロ・パリエロ、ルキノ・ヴィスコンティ
- 孤児たち I figli di nessuno　1951年　監督ラッファエッロ・マタラッツォ
- Il Tallone di Achille　1952年　監督ルッジェーロ・マッカリ、マリオ・アメンドラ
- ローマ11時 Roma ore 11　1952年　監督ジュゼッペ・デ・サンティス
- この手紙を読むときは Quand tu liras cette lettre　1952年　監督ジャン＝ピエール・メルヴィル
- 三銃士 Les trois mousquetaires　1953年　監督アンドレ・ユヌベル
- 摩天楼の影 The Glass Wall　1953年（配給）　監督マックスウェル・シェーン
- われら女性 Siamo donne　オムニバス　1953年　監督ロベルト・ロッセリーニ、ルキノ・ヴィスコンティ、アルフレード・グアリーニ、ジャンニ・フランチョリーニ、ルイジ・ザンパ
- パンと恋と夢 Pane, amore e fantasia　1953年　監督ルイジ・コメンチーニ
- 海岸 La Spiaggia 1954年　監督アルベルト・ラットゥアーダ
- 渓谷の騎士 Star of India 1954年　監督アーサー・ルービン
- イタリア旅行 Viaggio in Italia 1954年　監督ロベルト・ロッセリーニ
- パンと恋と嫉妬 Pane, amore e gelosia 1954年　監督ルイジ・コメンチーニ
- 現代の英雄 Un eroe dei nostri tempi 1954年　監督マリオ・モニチェリ
- Il segno di Venere　1955年　監督ディーノ・リージ　※第8回カンヌ国際映画祭コンペティション部門上映
- 風雲の鬼将軍 四角い帆 Fortune carrée　1955年　監督ベルナール・ボルドリー
- 白い天使 L'angelo bianco 1955年　監督ラッファエッロ・マタラッツォ
- 崖 Il bidone　1955年　監督フェデリコ・フェリーニ
- バストで勝負 La Bella mugnaia　1955年　監督マリオ・カメリーニ
- 殿方ごろし Pane, amore e...　1955年　監督ディーノ・リージ
- 人間と狼 Uomini e lupi　1956年　監督ジュゼッペ・デ・サンティス
- 沈黙の世界 Le Monde du silence　1956年　監督ジャック＝イヴ・クストー、ルイ・マル
- わが息子暴君ネロ Mio figlio Nerone　1956年　監督ステーノ
- 屋根 Il Tetto　1957年　監督ヴィットリオ・デ・シーカ
- 美しいが貧しい娘たち Poveri ma belli　1957年　監督ディーノ・リージ
- 祖母サベッラ La nonna Sabella　1957年　監督ディーノ・リージ
- Belle ma povere　1957年　監督ディーノ・リージ
- 我は我が恋をつらぬく Difendo il mio amore　1957年　監督ジュリオ・マッキ
- モンテカルロ物語 Montecarlo　1957年　監督サム・テイラー
- 裸のマヤ The Naked Maja　1958年　監督ヘンリー・コスター、マリオ・ルッソ
- Poveri milionari　1958年　監督ディーノ・リージ
- 女は選ぶ権利がある Il Magistrato　1959年　監督ルイジ・ザンパ
- 掟 La Legge　1959年　監督ジュールズ・ダッシン
- Policarpo, ufficiale di scrittura　1959年　監督マリオ・ソルダーティ　※第12回カンヌ国際映画祭コンペティション部門コメディ賞受賞
- ベニスと月とあなた Venezia, la luna e tu　1959年　監督ディーノ・リージ
- サン・フィアクル殺人事件 Maigret et l'affaire Saint-Fiacre　1959年　監督ジャン・ドラノワ
- メリヤス売り I magliari　1959年　監督フランチェスコ・ロージ
- 激しい季節 Estate Violenta　1959年　監督ヴァレリオ・ズルリーニ
- マラソンの戦い La battaglia di Maratona　1959年　監督ジャック・ターナー
- 二重の鍵 À double tour　1959年　監督クロード・シャブロル
- Ferdinando I, re di Napoli　1959年　監督ジャンニ・フランチョリーニ

### 1960年代
- オルゴソロの盗賊 Banditi a Orgosolo　1960年　監督ヴィットリオ・デ・セータ　※第22回ヴェネツィア国際映画祭サン・ジョルジョ賞受賞
- 太陽がいっぱい Plein soleil　1960年　監督ルネ・クレマン
- 三月生れ Nata di marzo　1960年　監督アントニオ・ピエトランジェリ
- 穴 Le Trou　1960年　監督ジャック・ベッケル
- 夜と昼の間 La Sposa Bella　1960年　監督ナナリー・ジョンソン
- 百の顔を持つ騎士 Il cavaliere dai cento volti　1960年　監督ピーノ・メルカンティ
- Audace colpo dei soliti ignoti　1960年　監督ナンニ・ロイ　※『いつもの見知らぬ男たち』の続編
- SOS地球を救え Space Men　1960年　監督アントニオ・マルゲリーティ（アンソニー・デイジーズ名義）
- 若者のすべて Rocco e i suoi fratelli　1960年　監督ルキノ・ヴィスコンティ
- 十七歳よさようなら I dolci inganni　1960年　監督アルベルト・ラットゥアーダ
- ふたりの女 La ciociara　1960年　監督ヴィットリオ・デ・シーカ
- ペルシャ大王 Esther and the King　1960年　監督ラオール・ウォルシュ
- バラ色の森 A Breath of Scandal　1960年　監督マイケル・カーティス
- 逆襲!大平原 Romolo e Remo　1961年　監督セルジオ・コルブッチ
- 職 Il Posto　1961年　監督エルマンノ・オルミ　※第32回ヴェネツィア国際映画祭コンペティション部門イタリア批評家賞
- 鞄を持った女 La ragazza con la valigia　1961年　監督ヴァレリオ・ズルリーニ
- L'Assassino　1961年　監督エリオ・ペトリ　※第11回ベルリン国際映画祭コンペティション部門上映
- ビアンカ La Viaccia　1961年　監督マウロ・ボロニーニ
- バグダッドの盗賊 Il ladro di Bagdad　1961年　監督アーサー・ルービン
- 虎にまたがって A cavallo della tigre　1961年　監督ルイジ・コメンチーニ
- 史上最大の喜劇 地上最笑の作戦 Il giorno più corto　1962年　監督セルジオ・コルブッチ
- 限られた日々 Giorni contati　1962年　監督エリオ・ペトリ　※第4回マール・デル・プラタ国際映画祭最優秀作品賞受賞
- 新・七つの大罪 Les Sept péchés capitaux　オムニバス　1962年　監督シルヴァン・ドム、エドゥアール・モリナロ、フィリップ・ド・ブロカ、ジャック・ドゥミ、ジャン＝リュック・ゴダール、ロジェ・ヴァディム、クロード・シャブロル
- 黒い魂 Anima nera　1962年　監督ロベルト・ロッセリーニ
- ビザンチン大襲撃 Rosmunda e Alboino　1962年　監督カルロ・カンポガリアーニ
- 黄金の矢 Freccia d'oro　1962年　監督アントニオ・マルゲリーティ
- 家族日誌 Cronaca familiare　1962年　監督ヴァレリオ・ズルリーニ
- ソドムとゴモラ Sodom and Gomorrah　1962年　監督ロバート・アルドリッチ、セルジオ・レオーネ（後者ノンクレジット）
- アルトナ I sequestrati di Altona　1962年　監督ヴィットリオ・デ・シーカ
- 祖国は誰れのものぞ Le quattro giornate di Napoli　1962年　監督ナンニ・ロイ
- 四銃士 I quattro moschettieri　1963年　監督カルロ・ルドヴィコ・ブラガリア
- 婚約者たち I Fidanzati　1963年　監督エルマンノ・オルミ　※第16回カンヌ国際映画祭コンペティション部門上映
- 山猫 Il Gattopardo　1963年　監督ルキノ・ヴィスコンティ
- 闘将スパルタカス Il Figlio di Spartacus　1963年　監督セルジオ・コルブッチ
- 怪物たち I mostri　1963年　監督ディーノ・リージ
- 奇跡の丘 Il Vangelo secondo Matteo　1963年　監督ピエル・パオロ・パゾリーニ
- 白い肌に狂う鞭 La frusta e il corpo　1963年　監督マリオ・バーヴァ
- メグレ赤い灯を見る Maigret voit rouge　1963年　監督ジル・グランジェ
- ゼロの世代 I Malamondo　ドキュメンタリー　1964年　監督パオロ・カヴァラ
- チコと鮫 Tiko and the Shark　1964年　監督フォルコ・クイリチ
- 愛の集会 Comizi d'amore　1965年　監督ピエル・パオロ・パゾリーニ
- 愛は限りなく Dio, come ti amo !　1966年　監督ミゲル・イグレシアス
- L'armata Brancaleone　1966年　監督マリオ・モニチェリ　※第19回カンヌ国際映画祭コンペティション部門上映
- 狂った蜜蜂 Orgasmo　1969年　監督ウンベルト・レンツィ（ハンク・マイルストン名義）
- ヴェード・ヌード Vedo nudo　1969年　監督ディーノ・リージ

### 1970年代
- 暗黒街の紋章/マフィアに血は生きる I guappi　1973年　監督パスクァーレ・スクイティエリ
- ビッグ・ガン Tony Arzenta　1973年　監督ドゥッチョ・テッサリ
- ミスター・ノーボディ Il mio nome è Nessuno　1973年　監督トニーノ・ヴァレリ
- 愛のほほえみ Bellissima estate　1974年　監督セルジオ・マルチーノ
- グレートハンティング Ultime Grida dalla Savana　1975年　監督アントニオ・クリマーティ、マリオ・モッラ
- SEX発電 Conviene far bene l'amore　1975年　監督パスクァーレ・フェスタ・カンパニーレ
- 傷だらけの帝王 L'Ambizioso　1975年　監督パスクァーレ・スクイティエリ
- アラン・ドロンのゾロ Zorro　1975年　監督ドゥッチョ・テッサリ
- グレートハンティング2 Savana violenta　1976年　監督アントニオ・クリマーティ、マリオ・モッラ
- ビッグ・バイオレンス Il grande racket　1976年　監督エンツォ・G・カステラーリ
- カサノバ Il Casanova di Federico Fellini　1976年　監督フェデリコ・フェリーニ
- Porci con le ali　1977年　監督パオロ・ピエトランジェリ　※第27回ベルリン国際映画祭コンペティション部門上映
- エボリ Cristo si è fermato a Eboli　1979年　監督フランチェスコ・ロージ
- チチョリーナの私の肉体が渇く時 Senza buccia　1979年　監督マルチェロ・アリプランディ

### 1980年代
- Qua la mano　1980年　監督パスクァーレ・フェスタ・カンパニーレ
- グレート・ドライバー Fangio - Una vita a 300 all'ora　1981年　監督ヒュー・ハドソン
- W la foca　1982年　監督ナンド・チチェロ
- 謎のプリズナー♀/女囚No.1369 Violenza in un carcere femminile　1982年　監督ブルーノ・マッテイ（ヴィンセント・ドーン名義）
- シャドー Tenebrae　1982年　監督ダリオ・アルジェント
- Cuori nella tormenta　1984年　監督エンリコ・オルドイーニ
- ラッツ/恐怖の殺人ネズミ Rats - Notte di terrore　1984年　監督ブルーノ・マッテイ（ヴィンセント・ドーン名義）
- フェノミナ Phenomena　1984年　監督ダリオ・アルジェント
- ミッドナイト・リッパー Mostro di Firenze　1986年　監督チェザーレ・フェラーリオ
- 教授と呼ばれた男 Il Camorrista　1986年　監督ジュゼッペ・トルナトーレ
- Notte italiana　1987年　監督カルロ・マッツァクラッティ
- 怒霊界エニグマ Aenigma　1987年　監督ルチオ・フルチ
- La Casa del sorriso　1988年　監督マルコ・フェレーリ　※第41回ベルリン国際映画祭金熊賞受賞
- Buon Natale... buon anno　1988年　監督ルイジ・コメンチーニ
- Scugnizzi 　1988年　監督ナンニ・ロイ　※第46回ヴェネツィア国際映画祭イタリア議会金メダル受賞

### 1990年代 -
- ブルー・トルネード Blue Tornado　1990年　監督アントニオ・ビド（トニー・B・ドブ名義）
- 夜ごとの夢/イタリア幻想譚 La Domenica specialmente　1990年　監督フランチェスコ・バリッリ、ジュゼッペ・ベルトルッチ、マルコ・トゥリオ・ジョルダーナ、ジュゼッペ・トルナトーレ
- Chiedi la luna　1991年　監督ジュゼッペ・ピッチョーニ
- Il portaborse　1991年　監督ダニエレ・ルケッティ　※第44回カンヌ国際映画祭コンペティション部門上映
- Nero　1992年　監督ジャンカルロ・ソルディ

## 関連事項
- グスターヴォ・ロンバルド（Gustavo Lombardo）
- ゴッフレード・ロンバルド（Goffredo Lombardo）
- グイド・ロンバルド（Guido Lombardo）